# دانيال جريكو
دانيال جريكو هو لاعب كرة قدم سويسري في مركز الهجوم، ولد في 11 يوليو 1979 في جنيف في سويسرا. لعب مع إتويل كاروغ ونادي فينترتور.